# Nuke (Software)
Nuke ist eine Software für Compositing und visuelle Effekte für den professionellen Sektor der Film- und Video-Postproduktion. Die Software wird derzeit von The Foundry entwickelt und vertrieben.
Sie wurde bei weit mehr als 45 Spielfilmen, zahlreichen Werbespots und Musikvideos eingesetzt. Nuke wurde mit einem Oscar für technische Innovation ausgezeichnet und wird von vielen der führenden Visual Effects Studios genutzt, darunter Digital Domain, DNA Productions, ReelFX, Sway, Gray Matter Effects, Optical & Graphics, Industrial Light & Magic, Sony Pictures Imageworks, Weta Digital, Pixomondo und Framestore. Nuke wurde bereits 1994 im Spielfilm True Lies verwendet. Weitere Filmbeispiele sind Apollo 13 (1995), Titanic (1997), xXx (2002), I, Robot (2004), King Kong (2005) und Avatar (2009).

## Funktion
Das Programm bietet Werkzeuge zur vollständigen Manipulation von bewegten Bildern. Diese sind zum Beispiel Farbkorrekturen, Keying, das Erstellen und Animieren von Masken und Effekten, Bildtransformationen im dreidimensionalen Raum, das Kombinieren und Manipulieren einzelner Kanäle in Bilddateien, das Kombinieren mehrerer Bilder/Animationen oder Typo-Animationen.
Die grafische Benutzeroberfläche basiert auf Nodes, die im Node Graph (einem gerichteten azyklischen Graphen) angeordnet werden. Eine Node beschreibt eine Operation im Compositingskript. Diese kann Bilddaten, Manipulationen oder Effekte enthalten.
Durch den Verzicht auf eine aufwendige grafische Darstellung erscheint die Oberfläche schlicht und funktionell, was dem Workflow zugutekommt. Mithilfe der Skriptsprachen Tcl und Python kann der Benutzer sämtliche Werkzeugpaletten frei anordnen und anpassen. Das Userinterface sowie das Scripting basieren auf TCL und Python. Es wird auch ein Software Development Kit (SDK) zur Erstellung von Plug-ins auf C++-Basis angeboten.
Nuke bietet die Möglichkeit OBJ, FBX- und Alembic-Dateien zu importieren. So können 3D-Objekte und Kameras direkt in Nuke dreidimensional animiert oder mit Shadern und Texturen versehen werden. Das Berechnen der 3D-Objekte übernimmt das integrierte Scanline Rendering.
Nuke steht für alle gängigen Plattformen (Windows, Linux und macOS) zur Verfügung.
Als Schnittstelle für Plug-ins von Fremdherstellern, wird die OpenFX Plugin-Architektur (OFX) verwendet. Hierfür werden Plugin-Pakete von führenden Herstellern wie zum Beispiel The Foundry oder Primatte angeboten.

## Geschichte
Nuke wurde ursprünglich vom VFX-Studio Digital Domain entwickelt. 2007 wurde Nuke von The Foundry übernommen und weiterentwickelt. Seit Version 5, die 2008 veröffentlicht wurde, enthält Nuke Funktionen für die Bearbeitung von stereoskopischem Material. 2009 brachte The Foundry eine ergänzte Version, Nuke X, auf den Markt. Dieses Paket enthält neben einer integrierten Matchmovingfunktion noch weitere Plugins.

## Konkurrenzprodukte
- Adobe After Effects (basiert nicht auf Nodes sondern auf Ebenen)
- Apple Motion
- Autodesk Composite, Flame, Flint, Inferno und Smoke
- Autodesk Combustion
- Blackmagic Fusion

## Features
- Integrierter Primatte-Keyer
- 64-Kanal OpenEXR-Datenunterstützung
- Scanline-basierte Bildberechnung
- Unterstützung vieler Dateiformate bis hin zu 32-Bit-Gleitkommadaten
- HDRI-Unterstützung
- Multiprozessor-Unterstützung unter Windows, Linux und macOS